# ميلتون بولاك
ميلتون بولاك (بالإنجليزية: Milton Pollack)‏ هو قاضي ومحامي أمريكي، ولد في 29 سبتمبر 1906 في نيويورك في الولايات المتحدة، وتوفي بنفس المكان في 13 أغسطس 2004.